# Nordischer Kammstern
Der Nordische Kammstern (Astropecten irregularis) ist eine Art der Kammsterne aus der Ordnung der Paxillensterne (Paxillosida), der auf Sedimentböden ab 10 m Tiefe vom Mittelmeer bis zur westlichen Ostsee häufig ist.

## Merkmale
Der Nordische Kammstern weist die für Kammsterne typische regelmäßige, abgeflachte Gestalt mit fünf dreiecksförmigen, in klaren Winkeln aneinander grenzenden Armen auf und erreicht einen Durchmesser 10 cm bis 12 cm, maximal 19 cm. Die Farbe seiner Oberseite variiert von hellorange über beige bis rot, zu den Armspitzen hin oft ins Violette übergehend und manchmal mit kleinen, dunkleren Flecken in der Mitte.
Im Gegensatz zu anderen Kammsternen des Mittelmeeres haben die dortigen Nordischen Kammsterne superomarginale Platten (obere Randplatten) ohne Dornen und Färbung, allerdings weisen die superomarginalen Platten in den Populationen des Atlantiks jeweils einen Dorn auf. Nach diesem Merkmal werden die beiden Unterarten Astropecten irregularis pentacanthus (Mittelmeer) und Astropecten irregularis irregularis (Atlantik) unterschieden. Die inferomarginalen Platten sind kurz, dünn, feindornig, von weißer Farbe und sehr beweglich. Im Gegensatz zu anderen Kammsternen bleiben diese Dornen bei Astropecten irregularis nicht steif und parallel zueinander, sondern sind flexibel. In der Mitte auf der mundabgewandten Seite gibt es einen Buckel, den das eingegrabene Tier aus dem Sediment ragen lässt und der der Atmung dient.
Der Nordische Kammstern legt Strecken von 1 m in wenigen Minuten zurück ist damit schneller als die meisten Seesterne.

## Fortpflanzung
Der Nordische Seestern pflanzt sich ausschließlich geschlechtlich fort. Wie die meisten Seesterne ist er getrenntgeschlechtlich. Männchen und Weibchen unterscheiden sich äußerlich nicht und treten etwa in gleicher Zahl auf. Die Eier werden äußerlich befruchtet und entwickeln sich zu frei schwimmenden Larven.

## Vorkommen
Der Nordische Kammstern kommt im Mittelmeer, Atlantik, der Nordsee und westlichen Ostsee in Tiefen von etwa 10 m bis 1000 m vor. Auf den dortigen sandigen und schlammigen Böden ist er häufig.

## Lebensweise und Ernährung

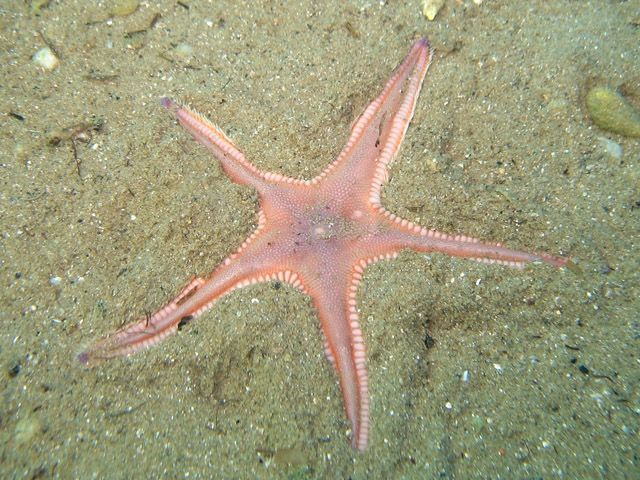
Astropecten irregularis pentacanthus

Astropecten irregularis verbleibt tagsüber meist vergraben im Sediment. Am späten Nachmittag und der Nacht werden die Seesterne aktiv und gehen auf Beutejagd. Astropecten irregularis frisst vor allem kleine Muscheln und Schnecken, aber auch Seeigel, Schlangensterne und Aas. Die Beute wird als Ganzes verschluckt, oft in großer Zahl, so dass sich die Körpermitte nach oben wölbt, und im Magen verdaut. Unverdauliche Reste wie Muschelschalen werden durch die Mundöffnung wieder nach außen abgegeben.